# نیک ریزو
نیک ریزو (انگلیسی: Nick Rizzo؛ زادهٔ ۹ ژوئن ۱۹۷۹) بازیکن فوتبال سابق اهل استرالیا است که فوتبال حرفه‌ای را با لیورپول شروع کرد.
از باشگاه‌هایی که در آن بازی کرده‌است می‌توان به باشگاه فوتبال چسترفیلد، باشگاه فوتبال ترنانا، باشگاه فوتبال لیورپول، باشگاه فوتبال گریمزبی تاون، باشگاه فوتبال پرث گلوری، باشگاه فوتبال میلتون کینز دونز، باشگاه فوتبال سنترال کوئست مارینرز، باشگاه فوتبال کریستال پالاس، باشگاه فوتبال آنکونا، تیم ملی فوتبال زیر ۲۳ سال استرالیا، و تیم ملی فوتبال استرالیا اشاره کرد.
وی همچنین در تیم‌های ملی فوتبال ۱۷، ۲۰ و ۲۳ سال استرالیا بازی کرده‌است.